# GPS2
El supresor 2 de la ruta de proteínas G (GPS2) es una proteína codificada en humanos por el gen GPS2.
Este gen codifica una proteína implicada en la cascada de señalización de las MAP quinasas y las proteínas G. Cuando este gen es sobre-expresado en células de mamífero, es capaz de suprimir la señal mediada por las MAPK y por la proteína Ras, e interfiere con la actividad de JNK, lo que sugiere que la función de este gen consiste en la represión de la señal. La proteína GPS2 es una subunidad integral del complejo NCOR1-HDAC3, y se ha demostrado que este complejo inhibe la activación de JNK por medio de esta subunidad, por lo que podría proveer potencialmente un mecanismo alternativo para el antagonismo mediado por hormonas de AP-1.

## Interacciones
La proteína GPS2 ha demostrado ser capaz de interaccionar con:
- Ciclina A1[3]
- TBL1X[4]
- NCOR1[5][6][4]
- p53[7]
- EP300[8]
- HDAC3[4]
- C21orf7[9]